# Marica (deusa)

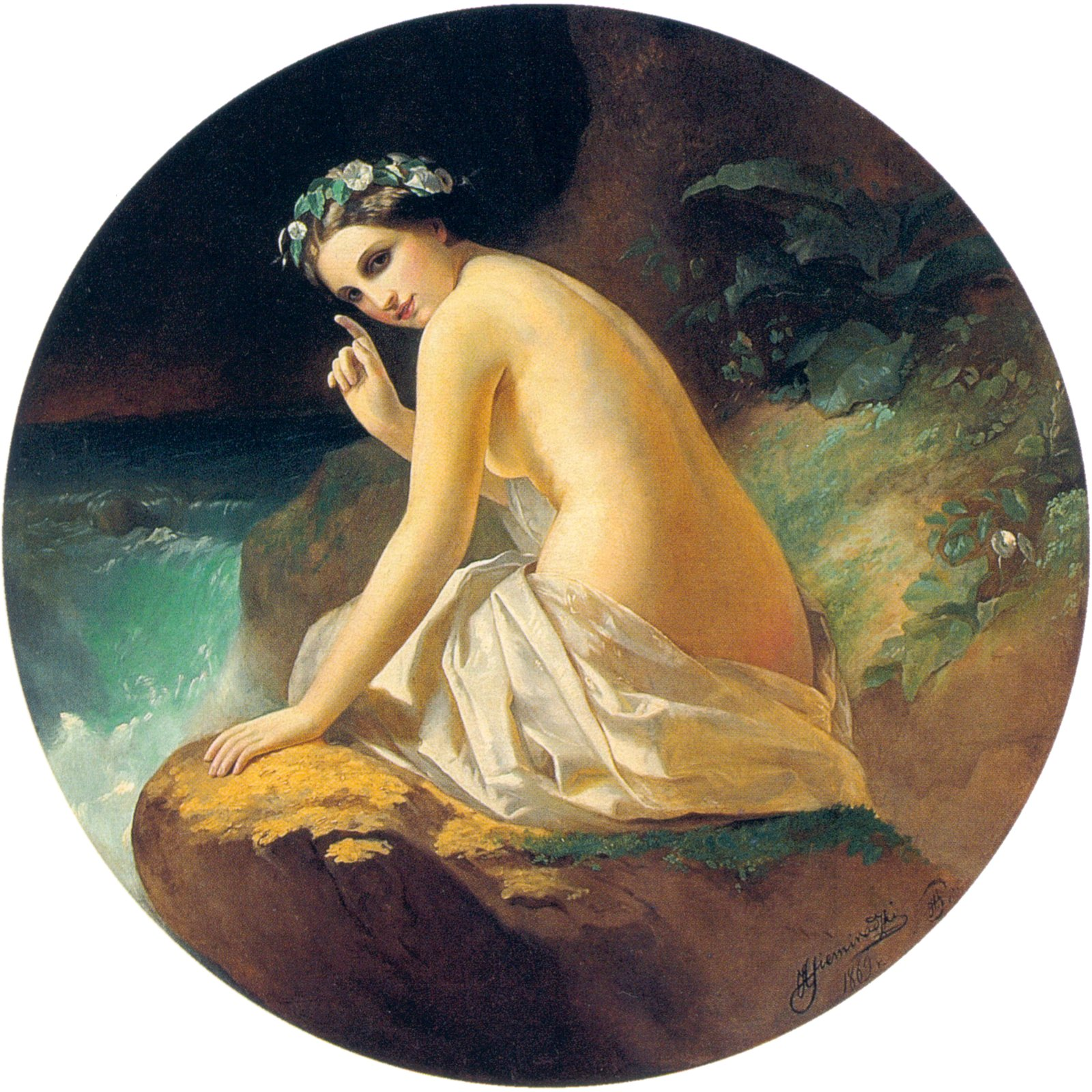
Marica sentada em uma pedra

Marica ou Dea Marica ("Deusa Marica" é uma deusa da mitologia Greco-Romana. Na era imperial ela era identificada com Vênus no seu papel de uma deusa do mar.

## História
Foi a esposa de Fauno e mãe do rei Latino. Era honrada num bosque sagrado, em Minturnas, cidade do Lácio. Alguns autores confundem-na com Circe.[carece de fontes?]

## Referênçias
1. ↑  The New Century Classical Handbook; Catherine Avery, redator; Appleton-Century-Crofts, New York, 1962, pp. 675-676
2. ↑  The New Century Classical Handbook; Catherine Avery, redator; Appleton-Century-Crofts, New York, 1962, p. 676
3. ↑  The New Century Classical Handbook; Catherine Avery, redator; Appleton-Century-Crofts, New York, 1962, p. 675